# Мелвін Первіс
Мелвін Горас Первіс (англ. Melvin Horace Purvis, Jr.; 24 жовтня 1903 — 29 лютого 1960) — американський службовець правоохоронних органів та агент Федерального бюро розслідувань (ФБР). Завдяки своєму низькому зросту, 163 см (5 футів 4 дюйми), здобув прізвисько «Маленький Мел». Первіс відзначився на чолі переслідувань таких грабіжників банків як Немовля Нельсон, Джон Діллінджер  та «Красень» Флойд , що завершилися їхнім затриманням. Проте його висока популярність обурювала місцевих правоохоронців.  
Первіс стверджував, що власноруч убив Флойда, інші ж по-різному заявляли, що Флойд був уже поранений або навіть, що Первіс наказав розстріляти Флойда за відмову надати потрібну інформацію. 
Первіс славився використанням дуже жорстких методів проти непіддатливих під час допиту. Роджер Тухі, другорядний гангстер, який був заарештований, коли Первіс боровся з величезною організацією Аль Капоне під час сухого закону, стверджував, що він схуднув на 25 фунтів (11 кг), втратив кілька зубів і мав на додачу зламані хребці через побиття кожного разу, коли той засинав, під час тижнів допиту людьми Первіса. 
Первіс став улюбленцем ФБР, захопивши більше визначних народних ворогів, ніж будь-який інший агент, але був відсунутий на другий план, після того як почав користуватися більшою популярністю у пресі, чим Дж. Едгар Гувер.  

## Раннє життя
Первіс народився в Тіммонсвіллі, Південна Кароліна, у сім'ї Мелвіна Гораса Первіса-старшого (1869–1938), тютюнового фермера та підприємця, і Джані Елізабет (пр. Мімс, 1874–1927); він був п'ятим із восьми дітей.  

## Кар'єра
Первіс був добре освіченою людиною і відомим як влучний стрілець.  Він отримав юридичний ступінь в школі права університету Південної Кароліни і мав коротку кар’єру юриста. Первіс був членом ордену Каппа Альфапід час відвідування Південної Кароліни.    
Він приєднався до ФБР у 1927 році та очолював відділи розслідувань у Бірмінгемі, Оклахома-Сіті та Цинциннаті . У 1932 р. його було призначено завідувачем відділу в Чикаго директором бюро розслідувань Дж. Едгаром Гувером . 
Первіс керував переслідуваннями злочинців Немовля Нельсона, «Красеня» Флойда та, що найвідоміше, Джона Діллінджера, що завершилося в Чикаго 22 липня 1934 року. Однак після того, як Пурвіс став завдяки цьому подвигу популярною медіа-персоною, Гувер настояв на пониженні Первіса, і на чолі справи Ділліджера було призначено агента Семюеля П. Коулі. Пізніше Коулі був застрелений Немовлям Нельсоном, і Первіс відвідав того в лікарні незадовго до його смерті. Первіс своїми діяннями здобув популярність. Так, він був представником автомобілів Dodge.
Згідно з наявною інформацією, він визвав гнів Гувера, який раніше його підтримував, але тепер нібито відчував себе затьмареним. У книзі 2005 року у співавторстві сина Первіса, Елстона, Гувер зображений як ревнивий до уваги, що приділялася Первісу після вбивства Діллінджера. 
Принаймні один із офіційних звітів про подвиги Первіса пізніше ставився під сумнів. Історія Первіса про смерть «Красеня» Флойда вказувала, що Первіс та його агенти вбили його без допомоги місцевих правоохоронців. Пізніше це оскаржив Честер Сміт, офіцер поліції Іст-Ліверпулю, Огайо (Гувер пізніше заявив, що Сміт першим вистрелив у Флойда). Офіцер Сміт заявив, що Первіс та його агенти не стріляли до завершення спроби Первіса допитати Флойда. Після того, як Флойд відповів лайкою, Первіс наказав агенту Герману "Ед" Холлісу  застрелити Флойда, який лежав пораненим на землі. Це ствердження пізніше було відкинуте агентом ФБР у відставці  Вінфредом Е. Хоптоном, який написав у 1976 році в журналі TIME лист про те, що місцеві правоохоронці, включаючи капітана Сміта, навіть не були присутніми до смерті Флойда. Звісно, ця версія суперечить версії місцевої влади, згідно з якою Сміт першим поранив Флойда. Жодна заява не була однозначно доведена.     
Первіс пішов у відставку з ФБР у 1935 році, після чого займався юридичною діяльністю.  У 1937 році він заручився з актрисою Джаніс Джаррат, але вони так і не одружилися.    Пізніше він одружився з Марі Розанн Вілкокс, з якою мав трьох синів.  У 1936 році Первіс опублікував спогад про свої роки слідчого в Бюро під назвою «Американський агент». 
Первіс служив в армії США офіцером розвідки під час Другої світової війни, і досяг звання полковника.  Він допомагав в упорядковуванні доказів проти нацистських лідерів під час судових процесів у Нюрнберзі .  

## Смерть
29 лютого 1960 року Первіс перебував у себе вдома у місті Флоренс, Південна Кароліна, коли помер від вогнепального поранення в голову; постріл був зроблений із пістолета, отриманим ним від колег по службі, коли той пішов у відставку з ФБР.  
ФБР розслідувало його смерть і оголосило її самогубством, хоча офіційний звіт коронера не визначив причину смерті як самогубство. Пізніше розслідування припустило, що Первіс, можливо, застрелився випадково, намагаючись витягнути трасуючий снаряд.  Йому було 56 років. 

## Зовнішні посилання
- Мелвін Первіс на сайті Find a Grave (англ.)
- Мелвін Первіс на сайті IMDb (англ.)
- Melvin Purvis [Архівовано 31 жовтня 2020 у Wayback Machine.] at Worldcat Identities